# Punta Coles
La Punta Coles es una saliente rocosa que se adentra en aguas del océano Pacífico, situada al sur del Perú en la costa de la provincia de Ilo, en el departamento de Moquegua. Se encuentra ubicada  a unos 7 km al suroeste de la ciudad de Ilo. Destaca por su gran interés ecológico, pues constituye una gran reserva biológica de numerosas especies de fauna terrestre y marina. Por tal motivo, en el 2009 la punta Coles quedó protegida por ley dentro de la Reserva nacional Sistema de Islas, Islotes y Puntas Guaneras, una reserva natural que protege y conserva muestras representativas de la diversidad biológica de los ecosistemas marino-costeros del Perú. 

## Descripción geográfica
La punta Coles se localiza en torno a los 17º 42’ de latitud S y los 71° 22’ de longitud O. Se caracteriza por ser una formación rocosa con bordes acantilados de poca altura, rodeada de peñascos y escollos. Presenta una forma ovalada con un relieve llano y algunas elevaciones rocosas, ubicadas al centro y sur de la punta. Tiene una longitud de unos 1960 m y una anchura máxima que ronda los 1400 metros. La mayor altitud de la punta Coles alcanza 29 m s. n. m., donde se encuentra ubicado un faro de luz que se utiliza como de guía para las embarcaciones que suelen navegar cerca a sus costas. Su color marrón con tono gris-blanquecino es el resultado de la mezcla de las capas de guano, la erosión de suelo y los depósitos de arenisca. 
En el extremo sur de punta  Coles destaca un grupo de islotes y rocas visibles a poca distancia de su orilla, conocidas como islas Coles, en donde rompe con fuerza el mar en cualquier estado de la marea. En las inmediaciones de la punta Coles y el grupo de islotes y rocas que se apartan de ella hay buena profundidad, pero el mar es agitado y produce corrientes encontradas y hasta remolinos, lo que usando la espuma de la superficie de las aguas producidas por la reventazón, dan la apariencia  de tratarse de una zona de arrecifes en sus proximidades.

## Diversidad biológica

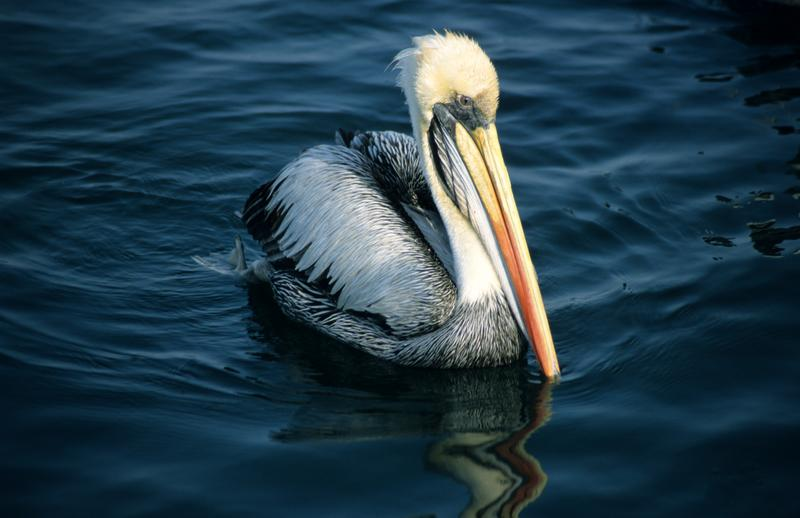
Pelícano peruano (Pelecanus thagus)

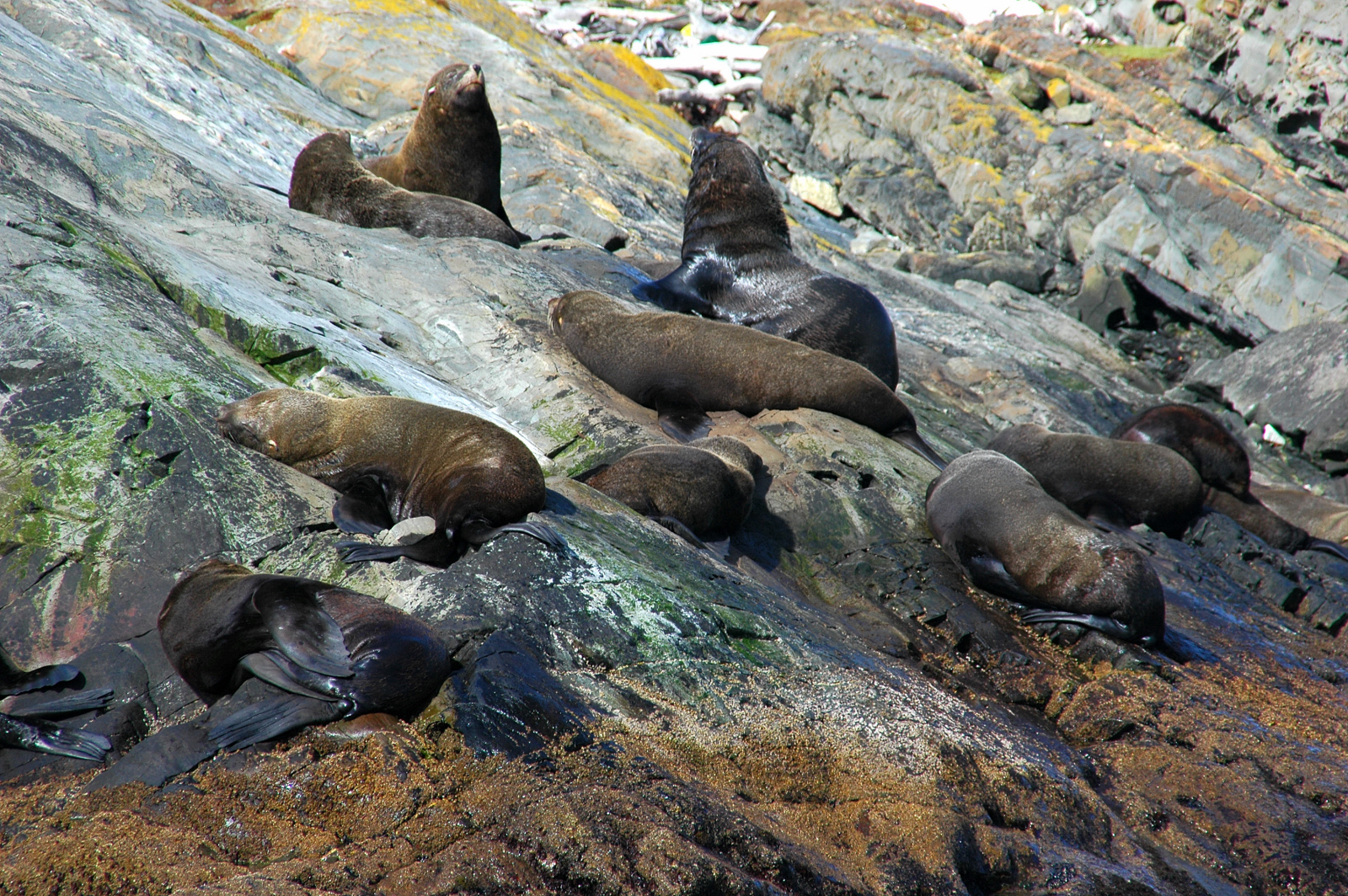
La punta Coles cuenta con una importante colonia reproductiva del lobo fino sudamericano (Arctophoca australis)

La punta Coles es un lugar de gran valor ecológico y paisajístico, en el que habitan especies típicas de ecosistemas marino-costeros, que han encontrado en la punta un lugar de alimentación, reproducción y descanso. Entre las principales especies de aves marinas  que se reproducen en la punta se encuentran tres especies de aves endémicas de la corriente de Humboldt: el pelícano peruano (Pelecanus thagus), el pingüino de Humboldt (Spheniscus humboldti) y el piquero peruano (Sula variegata), además de la chuita (Phalacrocorax gaimardi), el ostrero común (Haematopus palliatus), el ostrero negro (Haematopus ater),  entre otras. Asimismo, la punta es un lugar de aposentamiento para otras especies de aves como el cormorán guanay (Phalacrocorax bougainvillii), el cormorán neotropical o cushuri (Phalacrocorax brasilianus), el zarcillo (Larosterna inca), la gaviota peruana (Larus belcheri), el gallinazo cabeza roja (Cathartes aura), el marisquero (Cinclodes taczanowskii), el vuelve piedras (Arenaria interpres), la garza menor (Egretta thula), el playerito (Actitis macularía), el zarapito (Numenius phaeopus), etc.
En esta punta se han identificado bancos naturales de invertebrados marinos, donde los moluscos y crustáceos son los grupos taxonómicos más representativos. Las comunidades que presentan una considerable abundancia poblacional son el choro (Aulacomya ater), la lapa negra (Fissurella latimarginata), el cangrejo peludo (Cancer setosus), el chanque (Concholepas concholepas), el pulpo (Octopus mimus), el cangrejo violáceo (Platixanthus orbigny), el barquillo (Acanthopleura echinata), el caracol (Thais chocolate), pico de loro (Balanus laevis) y, finalmente, los equinodermos como el erizo rojo (Loxechinus albus) y el erizo negro (Tetrapigus niger).
En punta Coles existe una importante colonia reproductiva del lobo fino sudamericano (Arctophoca australis), la cual es una de las más grandes de la costa del Perú. Asimismo, podemos encontrar poblaciones del lobo chusco sudamericano (Otaria flavescens), el murciélago o vampiro común (Desmodus rotundus) que se alimenta de la sangre de los lobos marinos y, una especie de carnívoro, la nutria marina o chungungo (Lontra felina).